# ألبرت فاولر إليس
ألبرت فاولر إليس (بالإنجليزية: Albert Fuller Ellis)‏ هو شخصية أعمال أسترالي، ولد في 28 أغسطس 1869 في روما (أستراليا) في أستراليا، وتوفي في 11 يوليو 1951.